# Boloto Tomarlykopa
Boloto Tomarlykopa är en sumpmark i Kazakstan.   Den ligger i oblystet Qostanaj, i den nordvästra delen av landet, 600 km väster om huvudstaden Astana.